# Nasty Gal
Nasty Gal es el tercer álbum de estudio de la cantante estadounidense Betty Davis. Fue publicado en 1975 por Island Records y fue el primer álbum de Davis en un sello importante.
Fracasó comercialmente tras su lanzamiento, y después del fracaso de este álbum, Island Records archivó su seguimiento planificado, Is It Love or Desire?, hasta 2009. Bajo la presión del sello discográfico, Davis abandonó por completo su carrera musical poco después del lanzamiento de este álbum. En 2009, fue reeditado en Light in the Attic Records en CD, y nuevamente en 2018 en vinilo de color junto con el club discográfico Vinyl Me, Please, que ha reavivado el interés en el álbum por parte de críticos musicales y fanáticos, generando reseñas retrospectivas favorables.

## Antecedentes
Después del éxito clandestino de sus dos discos anteriores, Davis realizó una extensa gira con una banda de respaldo llamada Funk House que incluía a Nicky Neal, Larry Johnson, Fred Mills y Carlos Morales. Sus giras estuvieron marcadas por su derrochadora sexualidad. Cuando ABC adquirió su sello anterior Just Sunshine y su distribuidor matriz Blue Thumb Records, Island Records se acercó a Davis con una oferta de compra. Después de aceptar, Davis comenzó a trabajar en material nuevo para un álbum. En los dos álbumes anteriores de Davis, se basó en una multitud de músicos de sesión, pero sintió una conexión cercana con Funk House, por lo que decidió grabar el álbum con ellos.

## Recepción de la crítica
Rebecca Bengal, escribiendo para Pitchfork, le otorgó el certificado de “Best New Reissue” y una calificación de 8.4 sobre 10. Ella declaró que “Nasty Gal de 1975 es otro clásico de uno de los fundadores del funk”, añadiendo: “Si bien la gratificación física de un tratamiento de vinilo de lujo es motivo suficiente para una nueva edición, también marca una nueva ocasión para escuchar, incluso con más profundidad y resonancia que su primera reedición hace nueve años”. En Allmusic, Thom Jurek comentó: “El álbum parecía rockear demasiado fuerte para la radio negra, y era demasiado funky para la radio rock blanca. En el siglo XXI, sin embargo, suena justo a tiempo”. Ron Hart de PopMatters describió a Nasty Gal como “un álbum lleno de algunas de sus canciones más agresivas y voraces hasta la fecha”, mientras que Zachary Hoskins de Spectrum Culture mencionó: “[Betty Davis] merodea y bulle con una amenaza erótica desenfrenada”.

## Posicionamiento
| Gráfica (1976)                | Pico de posición |
| ----------------------------- | ---------------- |
| Australia (Kent Music Report) | 96               |